# Kostel svatého Jakuba Většího (Česká Kamenice)
Kostel svatého Jakuba Většího (Staršího) v České Kamenici je děkanský kostel v obci Česká Kamenice v okrese Děčín v Ústeckém kraji. Pozdně gotický trojlodní kostel s klasicistní a rokokovou výzdobou se nachází nedaleko náměstí Míru v centru města poblíž kamenického zámku, s nímž je spojen krytou chodbou. Je chráněn jako kulturní památka.

## Historie

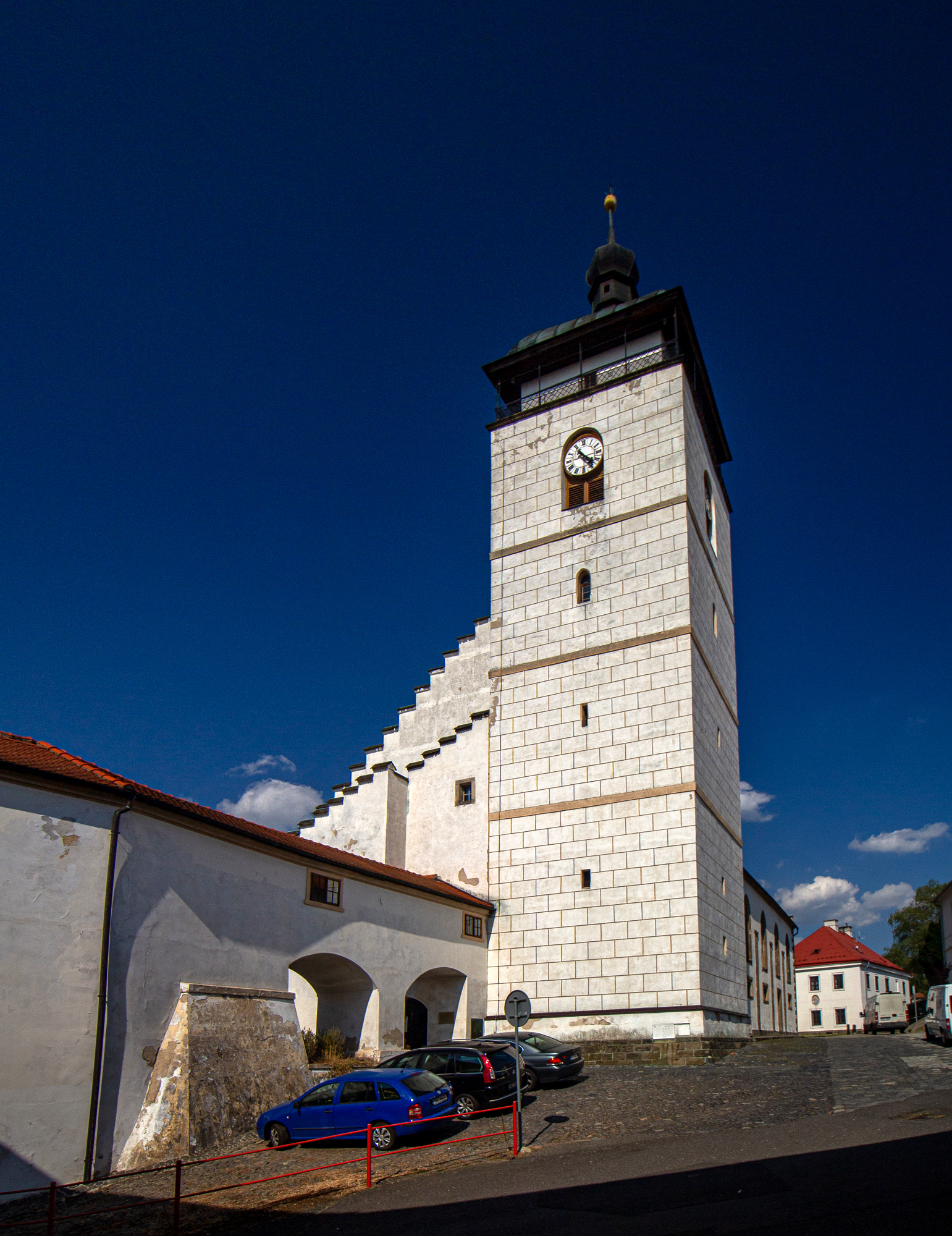
Věž kostela propojená chodbou se zámkem

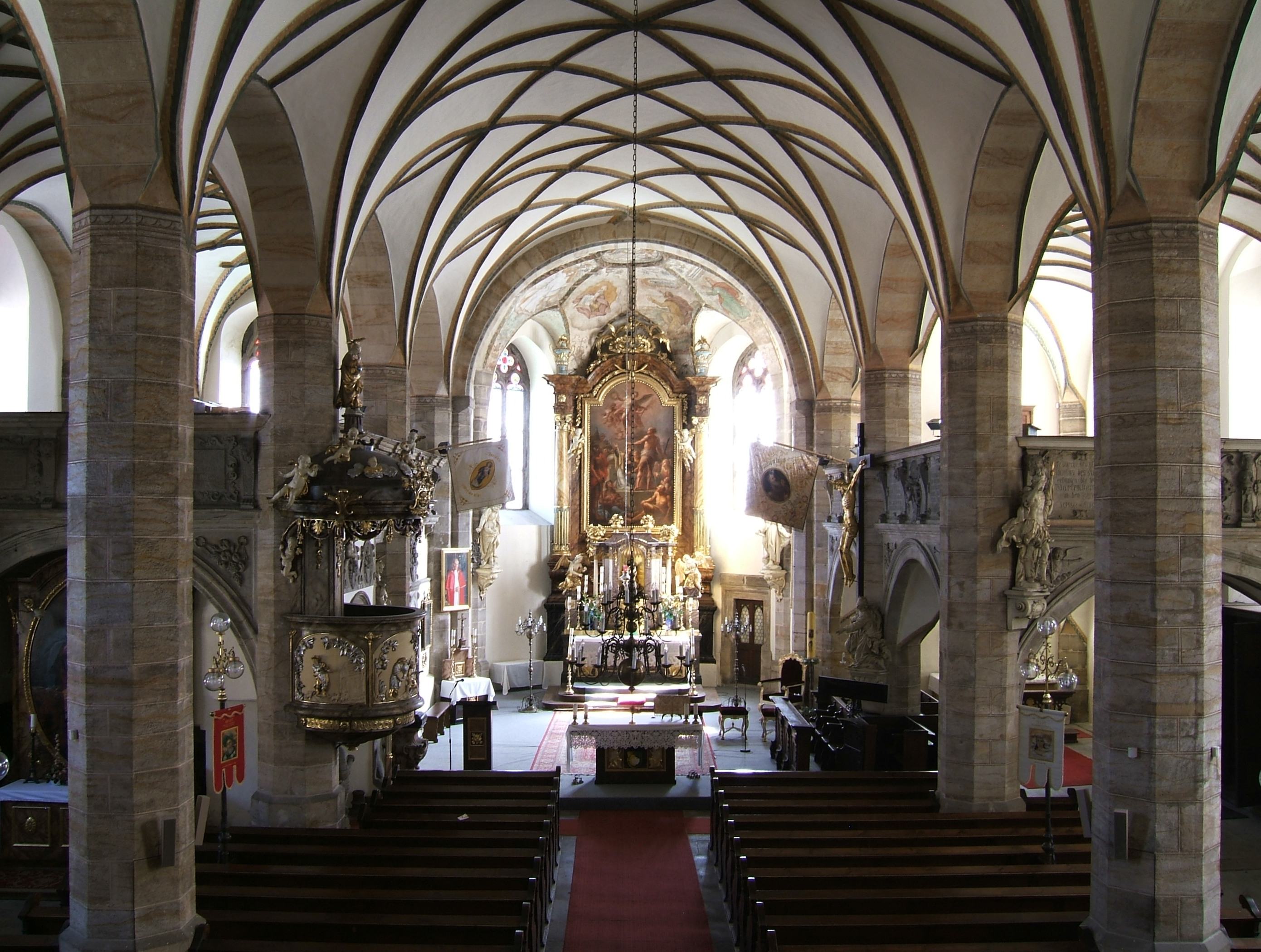
Interiér kostela sv. Jakuba Většího

Základové zdi pocházejí ze 12. století, první doložená zmínka o kostele je však až z roku 1352. Ve 14. století se stal kostel farním 
chrámem. V roce 1622 byl povýšen na děkanský. 
Původně se jednalo o jednolodní stavbu, která byla vypálena a zbořena v roce 1444 vojsky lužického Šestiměstí. Dnešní goticko-renesanční podoba kostela pochází z posledních dvou přestaveb. První přestavba proběhla roku 1562, druhá v letech 1604 až 1605 pod vedením stavitele Petra Patzenhauera, který měl být i stavitelem věže na hradě Zvířeticích, jenž tehdy patřil rovněž pánům z Vartenberka. Jako kameník se uvádí Valentin Vollde, ten tehdy vytesal erby majitelů panství a jejích spřízněných rodů, a je tvůrcem veškeré renesanční kamenické výzdoby uvnitř kostela. 
V presbytáři jsou na klenbě fresky z roku 1605 od malíře Abrahama Kitzingera (starší literatura je připisovala děčínskému malíři H. Teufelovi), které byly odkryty při restaurátorských pracích na kostele v roce 1923. Ve figurální malbě se zde nachází biblický výjev zobrazující Proměnění Krista na hoře Tábor, který zahrnuje: holubici – symbol Ducha Svatého, Mojžíše a Eliáše, apoštoly sv. Jakuba, sv. Jana a sv. Petra. Kostelní věž byla zbudována v letech 1552 až 1555. Původně sloužila jako hláska, která byla součástí městského opevnění, až do přestavby chrámu v roce 1604 stávala samostatně, poté se stala jeho součástí. 
Věž kostela sloužila nejen k vyzvánění, ale i při zajištění bezpečnosti města. Měl zde vlastní byt věžník (zvoník), který měl město včas varovat před požáry či blížícími se nepřáteli. 

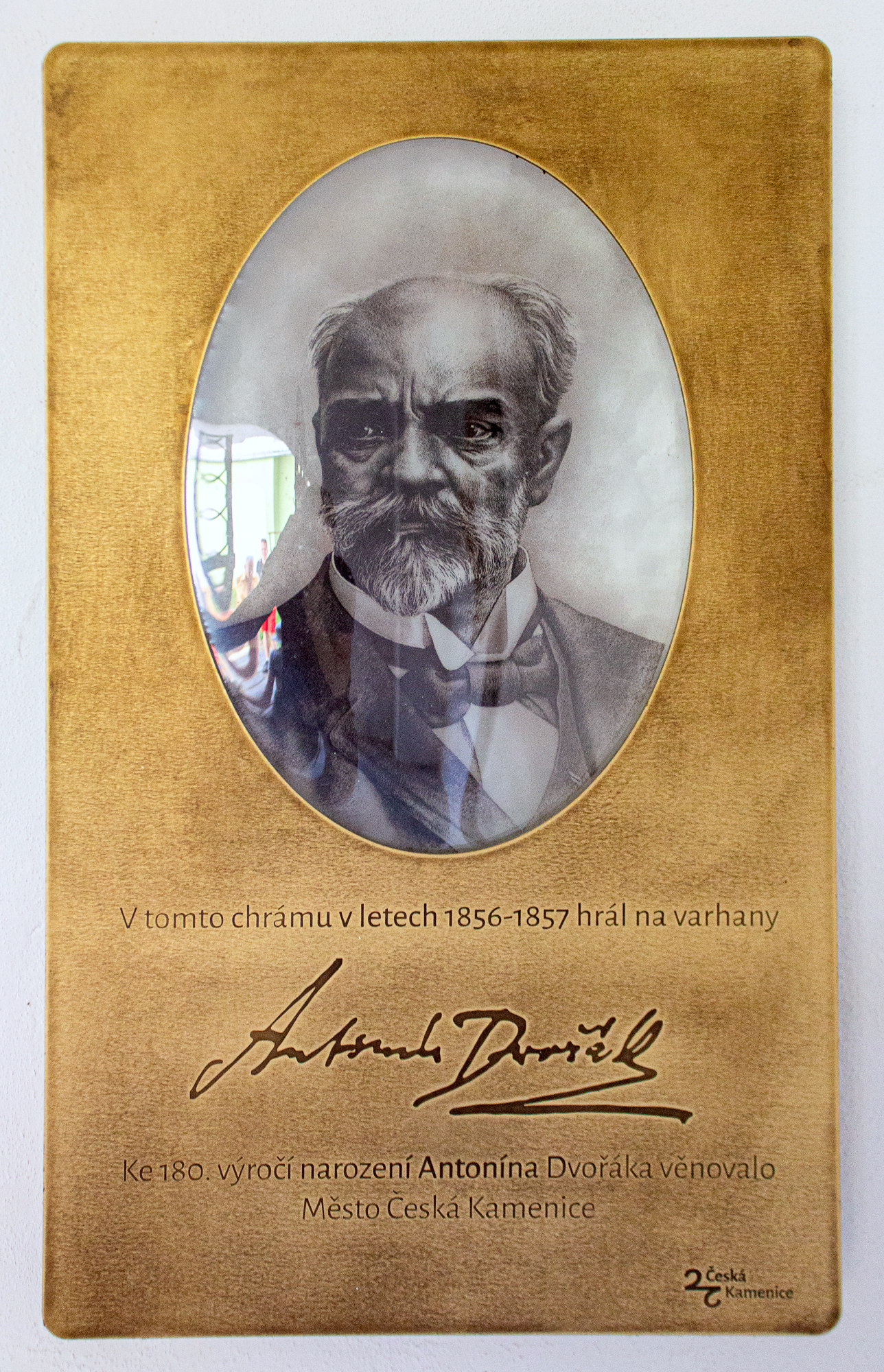
Pamětní deska A. Dvořáka ve vstupní části kostela

V letech 1856-1857 zde hrával na varhany Antonín Dvořák, který navštěvoval zdejší německou školu a na praxi pobýval v jednom místním řeznictví. Ve vstupní části kostela je mu věnována pamětní deska.

## Architektura
Jedná se o pozdně gotické síňové trojlodí s pětibokým presbytářem a dvěma nepravidelnými sakristiemi, které jsou barokními přístavky z 18. století, po stranách. Boční fasády kostela jsou prolomeny lomenými okny, na jižní straně s pozdními kružbami. V dolní části stěn jsou umístěna nízká obdélná okna, osvětlující prostor pod postranními emporami. V závěru kostela jsou lomená okna s kružbami a nad nimi obdélná okna podkrovního podlaží. Presbytář má valenou klenbu s lunetami se štukovým hvězdicovým vzorem, který tvoří pás chvojí přepásaný stužkou. Hlavní a boční lodi mají síťovou klenbu s přetínanými štukovými hřebínky, která sbíhá na osmiboké pilíře. Po obou stranách východní části lodi jsou tribuny (severní je datovaná do roku 1607, jižní nese nápis o přestavbě kostela v letech 1604-1605) s renesanční poprsnicí s konzolovým členěním, slepými arkádami a hlavičkami andělíčků. Dvoupatrová západní kruchta je ve spodní části renesanční s reliéfním dekorem. V horní části je kruchta barokně upravena a podklenutá hřebínkovou klenbou. V křížově zaklenuté vstupní prostoře je původní gotický portál s bohatou profilací s hruškovci a s vnější lištou s kraby, podpíranou předstupujícími polosloupky. Sakristie jsou sklenuty českou plackou a křížovou klenbou.

### Zařízení
Hlavní oltář z období kolem roku 1797 je klasický portálový, sloupový. Je na něm původní obraz Stětí sv. Jakuba od Dominka Kindermanna a sochy sv. Petra a sv. Pavla. Dva boční oltáře jsou protějškové a jsou zasvěceny Nejsvětějšímu Srdci Páně a Panně Marii. Kazatelna pochází konce 18. století. Na konzolách se nachází rokoková socha Panny Marie pod křížem, Pieta a sochy světců: sv. Tomáše, sv. Antonína, sv. Ondřeje, sv. Jana Nepomuckého, sv. Vavřince a sv. Floriána. V kostele je obraz Panny Marie z roku 1762 v řezaném rokokovém rámu a obraz Smrt sv. Josefa od J. M. Kremsera-Schmidta. Obraz sv. Jana Křtitele z 2. poloviny 18. století je v klasickém rámu. Řezaná barokní křtitelnice pochází ze 2. čtvrtiny 18. století. 
Figurální náhrobníky pocházejí z let 1556 a 1558, znakový náhrobník je z roku 1582 a nápisový z roku 1607 a 1617. Barokní náhrobník pochází z 18. století.
V kryptě pod kostelem jsou v osmi rakvích pohřbeny ostatky pánů z Vartenberka a v kostele se nachází renesanční náhrobek Kryštofa z Vartenberka ze 16. století.